# Ivanoe Nolli
Ivanoe Nolli (Cremona, 11 ottobre 1930 – Cremona, 2 dicembre 2017) è stato un calciatore italiano, di ruolo centrocampista.

## Carriera
Giocò in Serie A con il Bologna, con i rossoblù esordì a Trieste il 20 settembre 1953 nella partita Triestina-Bologna (3-1).

## Palmarès

### Club

#### Competizioni nazionali
- Serie C: 1

Venezia: 1955-1956